# 明因那拉登卡
明因那拉登卡（發音：[nəɹa̰ θéiɴkʰa̰]，1141年—1174年），旧译那羅帝因迦，或譯拿勒地哈，緬甸蒲甘王朝君主，他於1171年至1174年統治緬甸。他是那腊都的兒子。
那腊都被暗殺後，明因那拉登卡即位為王。明因那拉登卡覬覦王弟那腊勃底西都的妻子毗羅伐帝，假稱北方有戰事，令那腊勃底西都率軍往征。那腊勃底西都到北方後警覺受騙，又聽聞毗羅伐帝已被明因那拉登卡納為妃子，大怒返師，並派將軍翁斯伐率80武士前往蒲甘，翁斯伐等人刺殺了明因那拉登卡。